# روبرت دي. زيمرمان
روبرت دي. زيمرمان (بالإنجليزية: Robert D. Zimmerman)‏ (8 أغسطس 1952)؛ كاتِب مُتخصِّص في أدب الأطفال وروائي أمريكي.